# Hamburg-Wandsbek
Hamburg-Wandsbek [ˈvantsbeːk] ist ein Stadtteil im Osten von Hamburg. Er umfasst den Kern der ehemals selbstständigen Stadt Wandsbek und den Westteil von Hinschenfelde mit der Gartenstadt.
Die ehemaligen Wandsbeker Ortsteile Marienthal, Tonndorf und Jenfeld sind heute eigene Stadtteile Hamburgs, liegen aber ebenfalls im Bezirk Wandsbek.

## Geographie

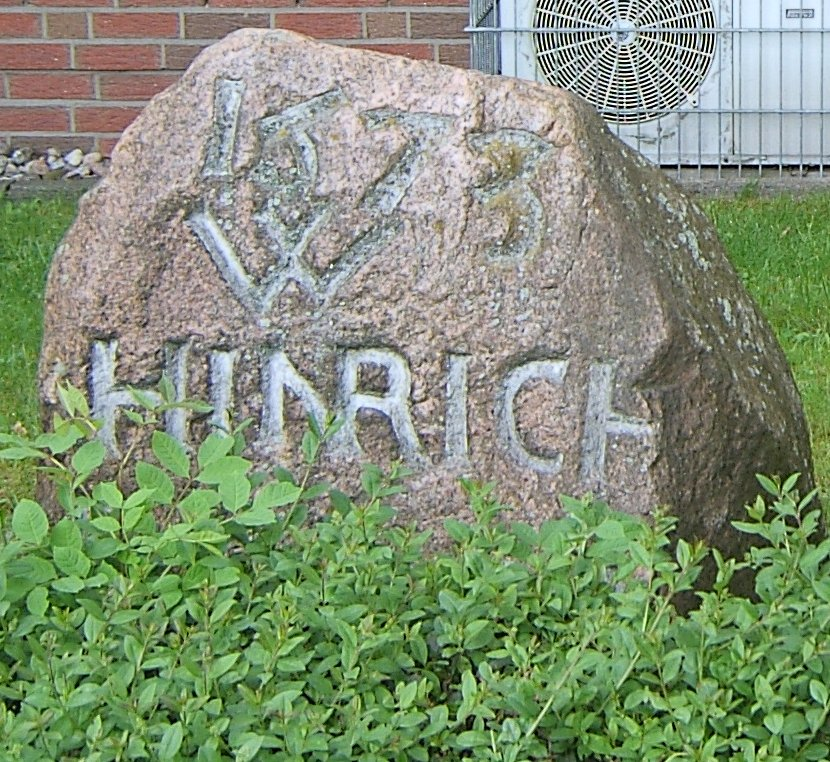
Rantzau-Stein, Grenzstein von 1573

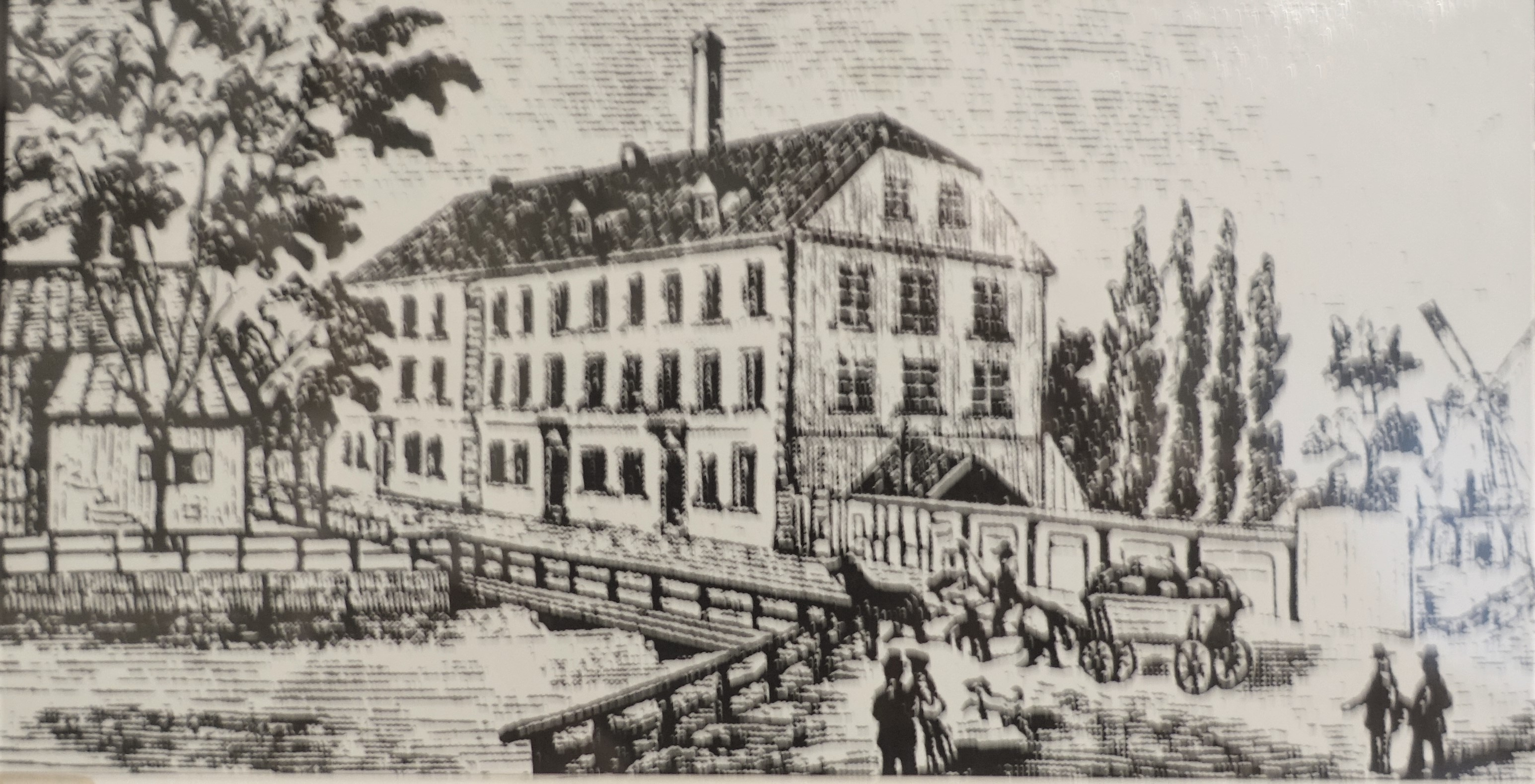
Rantzau-Gutsmühle - Kornwasser- und Lohmühle 1568–1907

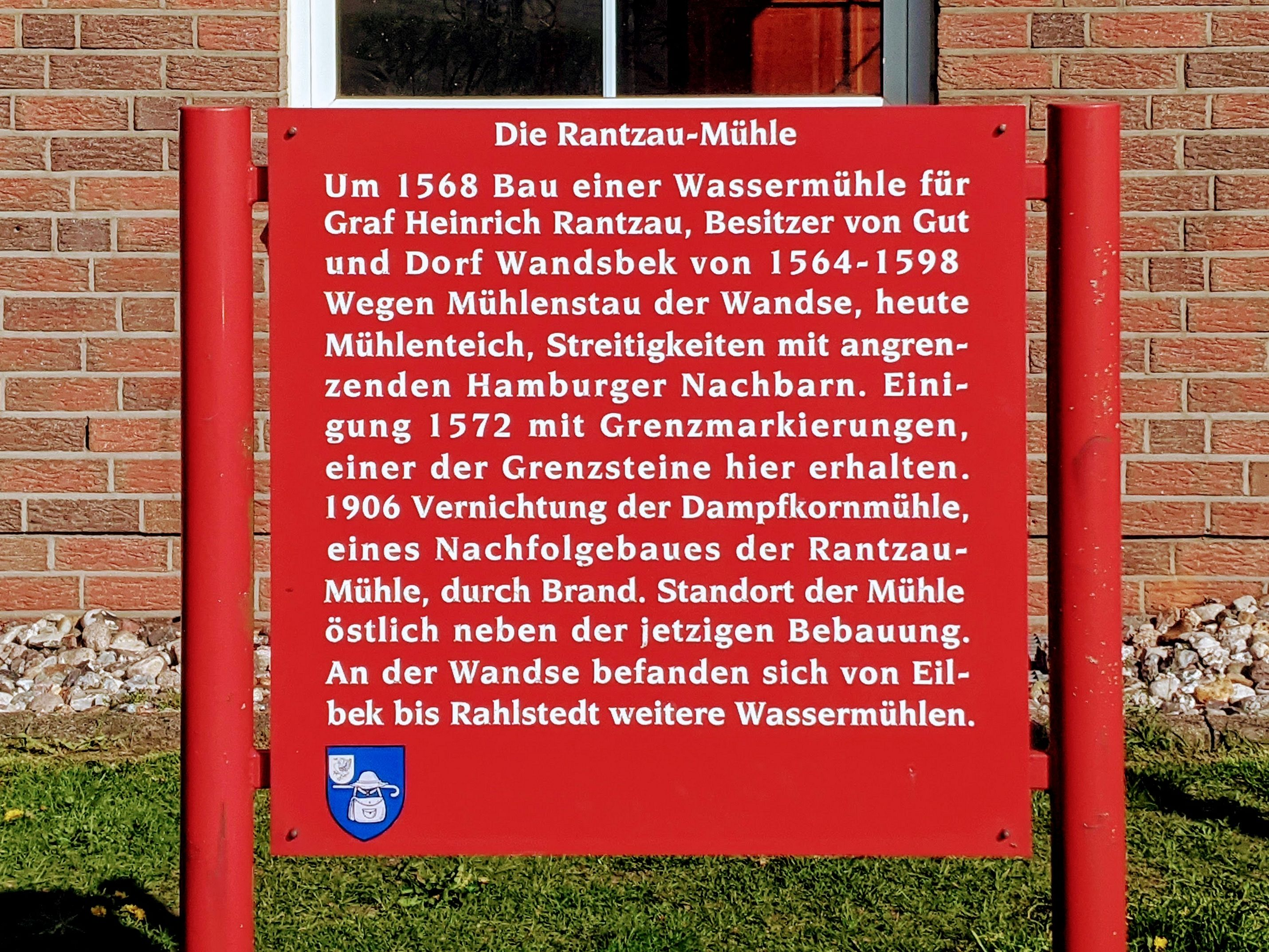
Gedenktafel zur Rantzau-Mühle und zum Rantzau-Stein

Der Stadtteil grenzt im Nordwesten an Dulsberg, im Norden an Barmbek-Nord und Bramfeld, im Osten an Farmsen-Berne und Tonndorf, im Süden an Marienthal sowie im Westen an Eilbek.
Der Stadtteil wird von der Wandse durchflossen. An der Grenze zum ehemaligen Hinschenfelde befand sich die Holzmühle, flussabwärts an der Grenze zum hamburgischen Eilbek seit etwa 1568 die Rantzau-Mühle, benannt nach Heinrich Rantzau, Besitzer von Gut und Dorf Wandsbek von 1564 bis 1598. Am heutigen Mühlenteich kam es zu Streitigkeiten mit dem Nachbarn Hamburg. 1572 einigte man sich und stellte Grenzsteine auf. Einer davon ist noch heute vorhanden, es ist der älteste erhaltene Grenzstein in Hamburg.
Wandsbek besteht aus verschiedenen Quartieren:
Südlich der Wandse und westlich des Ring 2 befindet sich das Zentrum der früheren Stadt Wandsbek. Hier sind eine Vielzahl an Geschäften und öffentlichen Einrichtungen sowie der zentrale Verkehrsknoten am Wandsbeker Marktplatz mit dem U-Bahnhof Wandsbek Markt und einer großen Bus-Umsteigeanlage. Nördlich der Wandsbeker Marktstraße dominierte bis vor einigen Jahren eine aufgelockerte Nachkriegsbebauung mit ein- bis zweigeschossigen Gewerbebauten. Weite Teile des Areals werden derzeit als Mühlenquartier bzw. Brauhausquartier mit überwiegend fünfgeschossigen Wohn- und Geschäftshäusern verdichtet neu bebaut.
Nördlich der Wandse gehören das alte Dorf Hinschenfelde und die Gartenstadt Wandsbek zum Stadtteil.

## Geschichte

### Namensherkunft und Schreibweise
Die älteste überlieferte Namensform aus dem 13. Jahrhundert lautet Wantesbeke. Der Ortsname ist eine Übertragung des ursprünglichen Gewässernamens des heute Wandse genannten Fließgewässers auf den Ort (siehe auch weitere Namensherkunft).
Verstärkt im 16. und 17. Jahrhundert wurde Wandsbek mit -beck geschrieben. Dies zeigte damals an, dass das e lang gesprochen werden soll (Dehnungs-c, wie bei Mecklenburg, wo das e ebenfalls lang gesprochen wird). Die Provinzialregierung in Schleswig erließ am 1. September 1877 eine Anordnung über die einheitliche Regelung der Schreibweise für Ortsnamen. Diese enthielt unter anderem die Anordnung, dass beck durch bek zu ersetzen sei, und begründete dies mit der Veröffentlichung Geschichte der geographischen Vermessungen und der Landkarten Nordalbingiens vom Ende des 15. Jahrhunderts bis zum Jahre 1859 von Franz Geerz, dem Leiter der topographischen Abteilung des preußischen Generalstabes, wo dieser entsprechende Vorschläge machte. Die Stadt weigerte sich zunächst, diese Anordnung umzusetzen, und wies die Mitarbeiter der Stadtverwaltung an, die alte Schreibweise beizubehalten. Auf eine ausdrückliche Weisung des Stormarnschen Landrats vom 12. September 1879 hin akzeptierte die Stadt den Verlust des c im Namen.
1946 wurden schließlich sämtliche auf …beck endenden Ortsbezeichnungen in Hamburg abgeändert, beispielsweise Barmbeck, jetzt Barmbek.

### Mittelalter
Über Wandsbek im Mittelalter ist recht wenig bekannt: Schriftlich wurde Wandsbek erstmals in einer Urkunde der Schauenburger Grafen vom 10. Oktober 1296 zusammen mit zwölf weiteren stormarnschen Dörfern erwähnt. Die kleine Bauernsiedlung lag in der Nähe der heutigen Schloßstraße und bestand aus einem Gut und einigen Gehöften. 1460 wurde der dänische König Landesherr über Schleswig-Holstein und somit auch über Wandsbek. Von nun an war der kleine Ort Lehnsgut unter wechselnden Besitzern.

### Neuzeit

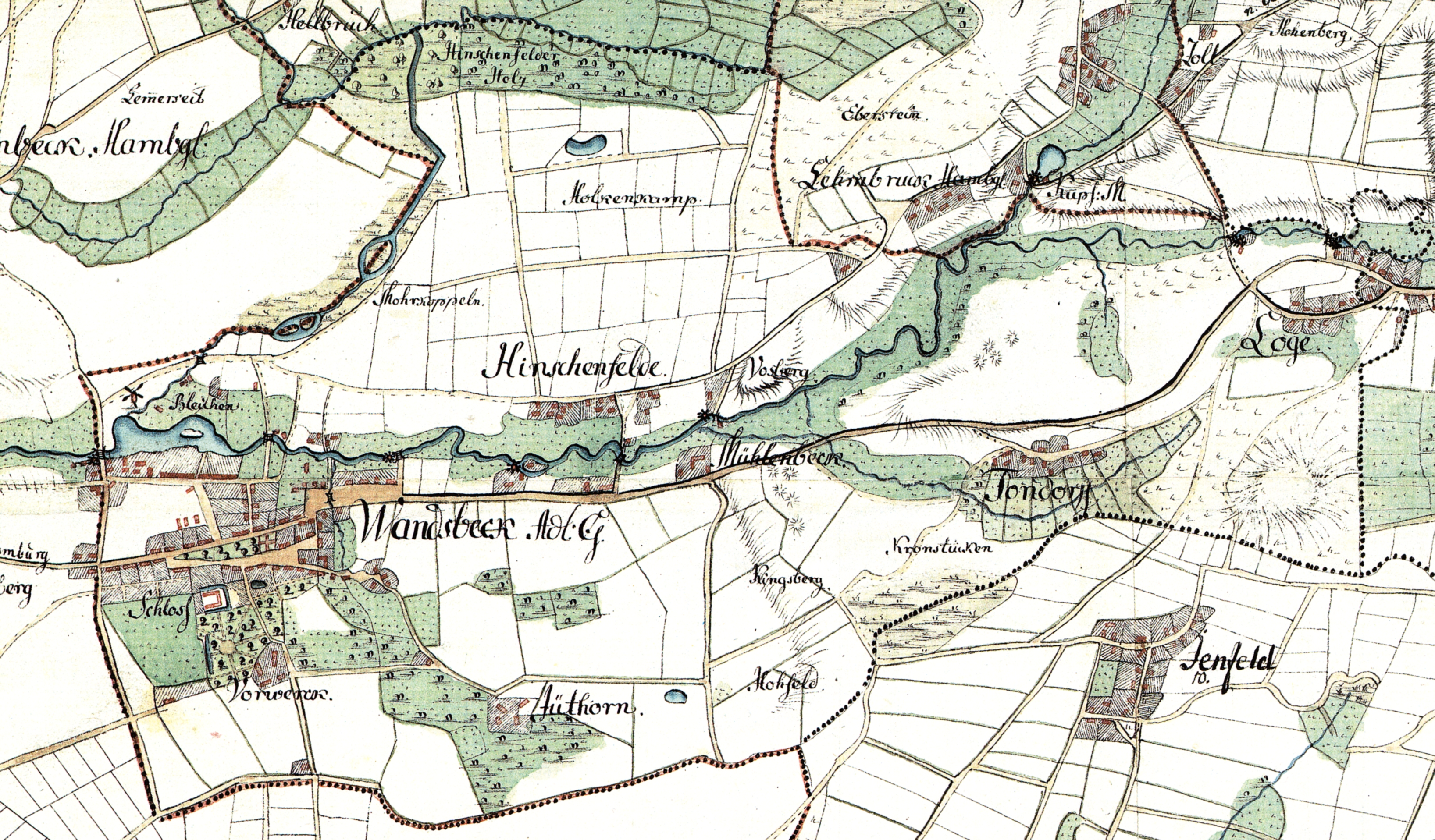
Karte von Wandsbeck und Umgebung um 1790

1524 wurde Wandsbek adliges Gut, über das der Besitzer frei verfügen konnte. Der Hamburger Senatssyndicus Adam Tratziger (* 1523; † 1584) hatte bis 1564 als letzter einer Reihe Hamburger Bürger den Gutshof als Pfandbesitz des dänischen Königs inne. Er verkaufte das Gebiet an Heinrich Rantzau, der von 1556 bis 1598 Statthalter des dänischen Königs für den königlichen Anteil von Schleswig-Holstein war. Unter Rantzau wuchs Wandsbek nach 1550 von einem reinen Bauerndorf zu einer größeren Ortschaft an. So ließ er die Wandse stauen (heutiger Mühlenteich) und die Wasserkraft nutzen. Das alte Gutshaus ließ er 1564 abreißen und auf dem Grund ein von Wassergräben umgebenes Wasserschloss errichten, das er Wandesburg nannte. Auf der Wandesburg hatte Rantzau 1597/98 den berühmten dänischen Astronomen Tycho Brahe zu Gast, der von dort aus den Nachthimmel erforschte.
Der dänische König Christian IV. übernahm von 1614 bis 1641 den Ort als Gutsherr. Er gewährte den in Wandsbek lebenden Juden die Gemeindebildung, der jüdische Friedhof an der heutigen Königsreihe entstand 1637. (Nach der Schließung dieses Friedhofs 1886 entstand in der Jenfelder Straße ein zweiter jüdischer Friedhof, der heute ebenfalls nicht mehr fortgeführt wird.) 1641 gelangte Wandsbeck in das Eigentum des Reichsgrafen Christian von Pentz, dem von Christian IV. eingesetzten Gubernator in Glückstadt und der mit dessen Tochter Sophie Elisabeth verheiratet war. Pentz tauschte Wandsbeck gegen sein Gut Neudorf bei Hohwacht ein und erhielt gleichzeitig noch eine Mitgift von 40.000 Talern. Allerdings konnte er Wandsbeck nicht lange halten. 1645 erwarb der Hamburger Bürger Albert Balthasar Behrens das Gut und erweiterte es 1646 großflächig durch den Kauf der Dörfer Hinschenfelde und Tonndorf.
Der deutsch-dänische Kaufmann, Sklavenhändler und -halter Heinrich Carl von Schimmelmann erwarb das bäuerliche Gutsdorf 1762. Schimmelmann wies kaufmännisches Geschick auf, das er bei Handels- und Finanzgeschäften nutzte, um ein beachtliches Vermögen aufzubauen. Nach dem Erwerb durch Schimmelmann erlebte Wandsbek einen heftigen wirtschaftlichen Aufschwung: Es entwickelte sich in wirtschaftlich günstiger Lage vor den Toren Hamburgs rasch von einer Ortschaft zum Fabrikort. Mühlen, Brauereien, Handwerks- und Gewerbebetriebe bildeten dabei das Rückgrat. Bis zu 1500 Arbeiter waren in fünf Kattunbleichen beschäftigt, denn bedruckte Baumwollstoffe waren begehrte Ware und wichtiges Handelsgut. Einer der erfolgreichen Kattunfabrikanten war Peter von Lengerke. Auf seinem Grundstück errichtete später Gustav Welscher wegen des Wassers der Wandse eine Großwäscherei mit 200 Beschäftigten, die von 1906 bis 1959 bestand.
Schimmelmann begann 1762 an der heutigen Schloßstraße als Ersatz für die Wandesburg ein repräsentatives dreiflügeliges Herrenhaus mit großem Park nach Süden errichten zu lassen. Wegen der aufwändigen Gestaltung wurde es später als Wandsbeker Schloss bezeichnet. Zwei heute noch erhaltene Löwen-Plastiken säumten den Zugang zum Wandsbeker Schloss. Diese Plastiken stehen unter Denkmalschutz und sind an der Spitze des Wandsbeker Marktes aufgestellt. Im Bezirksamt blieben die Attika, die das Sims über der Nordfront zierte, im Bereich des Standesamtes außerdem zwei Steinvasen auf dem Wandsbeker Marktplatz erhalten. Ab 1773 gehörte Wandsbek zum dänischen Gesamtstaat. Nach Schimmelmanns Tod verkaufte sein Sohn, der Gutsherr Christian Schimmelmann, den nördlichen Teil 1807 an den dänischen König und behielt den südlichen Teil (etwa entsprechend dem Gebiet Marienthal) in seinem privaten Besitz. Das sogenannte Königsland auf dem westlichen Gebiet des alten Dorfes Hinschenfelde wurde zeitweise auch von den Gutsbesitzern gepachtet.
Joseph Morewood war ein englischer Kaufmann, der nach 1783 durch Handel mit Stahl- und Manufakturwaren zu Reichtum gekommen und durch Landkauf in Wandsbek vermögend geworden war. Nach seinem Tod gründeten 1872 seine Witwe und die beiden unverheirateten Töchter im Sinne des verstorbenen Ehemanns und Vaters die Morewood-Stiftung mit einem Stiftungshaus mit acht Wohnungen für minderbemittelte Wandsbekerinnen. Seit dem Ende des 20. Jahrhunderts ist im ehemaligen Stiftungshaus das Heimatmuseum Wandsbek untergebracht.

### 19. und 20. Jahrhundert

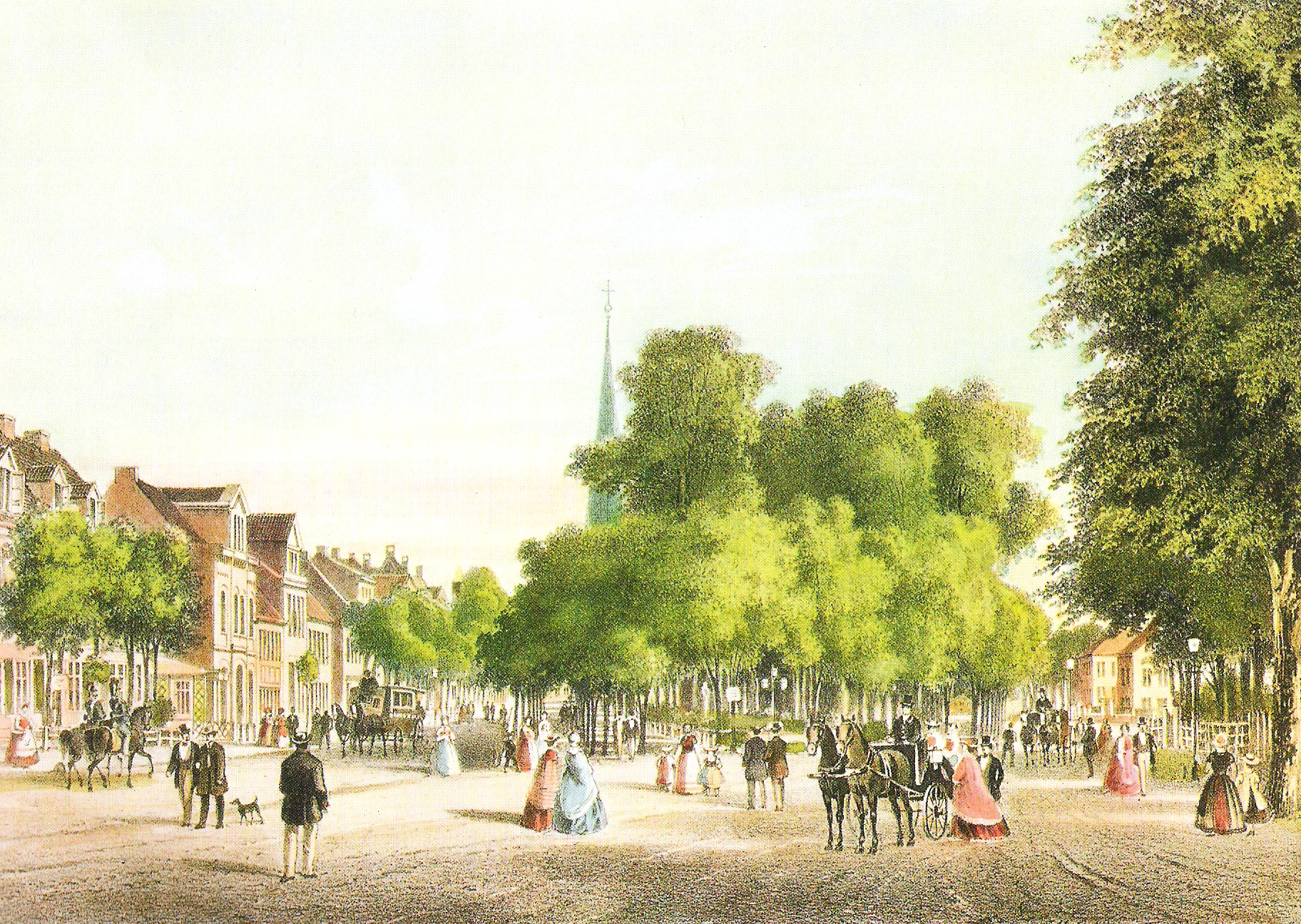
Wandsbeck 1861 (Wilhelm Heuer)

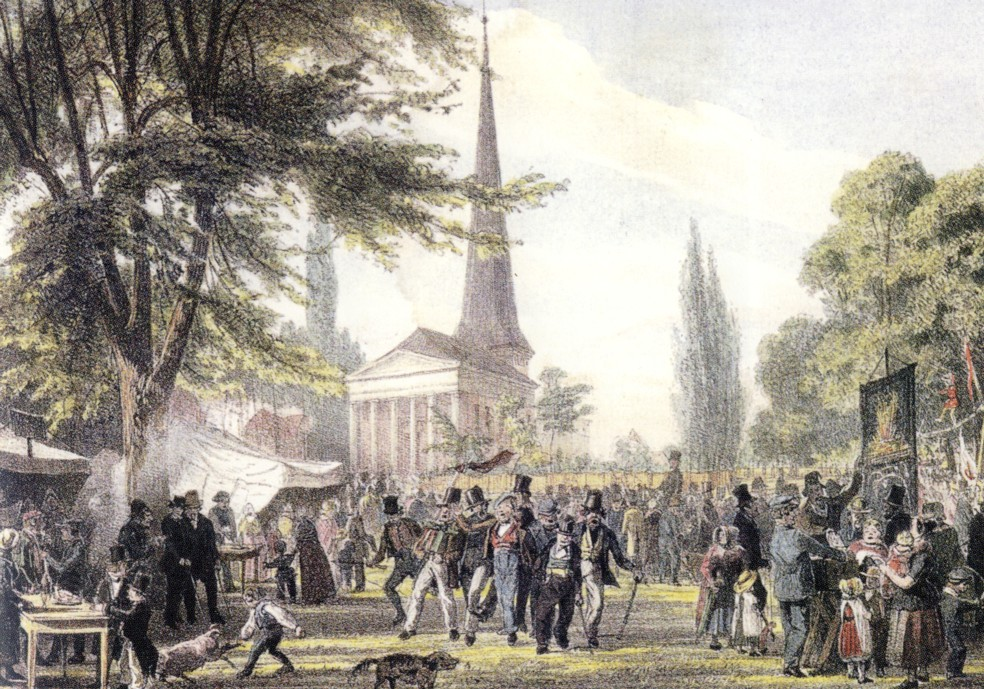
Wandsbeker Markt um 1890 (Friedrich Adolph Hornemann)

Ab 1804 erhielt Wandsbek als Fabrikort erweiterte Rechte. Mit der verliehenen Fleckengerechtigkeit 1833 endete der Dorfstatus. 1856 hatte Wandsbek bereits 5010 Einwohner. Der Grundstücksspekulant Johann Anton Wilhelm von Carstenn erwarb 1857 den südlichen Teil Wandsbeks günstig für 230.000 Reichstaler von Schimmelmanns Nachfahren. Carstenn ließ 1861 das intakte Schloss abreißen und parzellierte den westlichen Teil des Gutsgebietes, um die großen Grundstücke gewinnbringend zu verkaufen. Auf diese Weise wurde der Bereich erschlossen, es entstand eine großzügige Villenbebauung, ein Villenvorort Wandsbeks. Ebenfalls 1861 beantragte Carstenn, das gesamte Gebiet Marienthal zu benennen. Er erhielt die Genehmigung und der Ort den gewünschten, neuen amtlichen Namen. Marienthal gehörte somit nicht mehr zu Wandsbek und hatte einen unklaren rechtlichen Status inne.
Mit dem Ende des Deutsch-Dänischen Krieges 1864 ging Wandsbek an Preußen. Ein Jahr später wurde die Eisenbahnstrecke Hamburg-Lübeck gebaut, die unmittelbar an Wandsbek vorbeiführte. Es entstand Wandsbeks erster Bahnhof, mit dem sich die Verkehrsinfrastruktur verbesserte, obwohl die Gewerbetreibenden in Wandsbek einen Verlauf der Eisenbahn im Bereich der Wandse bevorzugt hätten, sich aber gegen den Einfluss Carstenns nicht durchsetzen konnten. Mit über 10.000 Einwohnern erhielt Wandsbek erst am 1. Juni 1870 Stadtrechte. Drei Jahre später wurde Wandsbek Verwaltungssitz des Landkreises Stormarn. Die (Wieder-)Eingemeindung Marienthals erfolgte 1878. Marienthal – dessen Geschichte eng mit der Wandsbeks verflochten ist – wurde somit Stadtteil der Stadt Wandsbek. Die Eingemeindung des Gebietes Hinschenfelde fand 1900 statt, Hinschenfelde war jedoch bereits seit Mitte des 17. Jahrhunderts eng mit Wandsbek verbunden. Durch diese Eingemeindung stieg die Einwohnerzahl Wandsbeks auf über 27.000. Dadurch konnte Wandsbek zur kreisfreien Stadt erklärt werden, blieb jedoch weiterhin Sitz der Kreisverwaltung des Kreises Stormarn.
1908 hatte Wandsbek 33.706 Einwohner. Die Stadt gewann den Charakter eines Vorortes von Hamburg: allmählich abfallende Bebauung, umfangreiche Grünanlagen sowie Ausfall- und Durchgangsstraßen zur Großstadt. Dieses Grundmuster entsprach dem 1921 von Fritz Schumacher publizierten „Schema der natürlichen Entwicklung des Organismus Hamburg“. Daher hatten der Wandsbeker Oberbürgermeister Erich Wasa Rodig und der Altonaer Oberbürgermeister Bernhard Schnackenburg 1916 die Eingemeindung der beiden Vorstädte in die große Nachbarstadt Hamburg gefordert, seinerzeit noch vergeblich. Zunächst wurden 1927 die bis dahin zum Kreis Stormarn gehörenden Landgemeinden Jenfeld und Tonndorf-Lohe mit Ausnahme des Ortsteils Lohe durch das Unterelbegesetz nach Wandsbek eingemeindet.
Durch das Groß-Hamburg-Gesetz wurde Wandsbek 1937 zunächst als Stadt in das Land Hamburg eingegliedert und 1938 mit der Stadt Hamburg und allen weiteren Gemeinden des Landes zur Einheitsgemeinde zusammengeschlossen. Das Wandsbeker Rathaus in der Wandsbeker Königsstraße wurde für Verwaltungszwecke weiter genutzt und auch die Kreisverwaltung für Stormarn blieb zunächst auf Hamburger Gebiet.
Auch Wandsbek wurde im Juli 1943 im Rahmen der Operation Gomorrha großflächig bombardiert und so zerstört. Die typischen wiederaufgebauten Häuser der 1950er Jahre sind mit ihren roten und gelben Backsteinfassaden daher zahlreich vertreten und bestimmen mitunter das Gesicht ganzer Straßenzüge.
Durch das Bezirksverwaltungsgesetz von 1949 wurde Wandsbek 1951 ein Hamburger Stadtteil. Das historische Hinschenfelde wurde zwischen Wandsbek und Tonndorf aufgeteilt und verschwand verwaltungsmäßig vollständig. Marienthal wurde neben Wandsbek eigenständiger Hamburger Stadtteil.

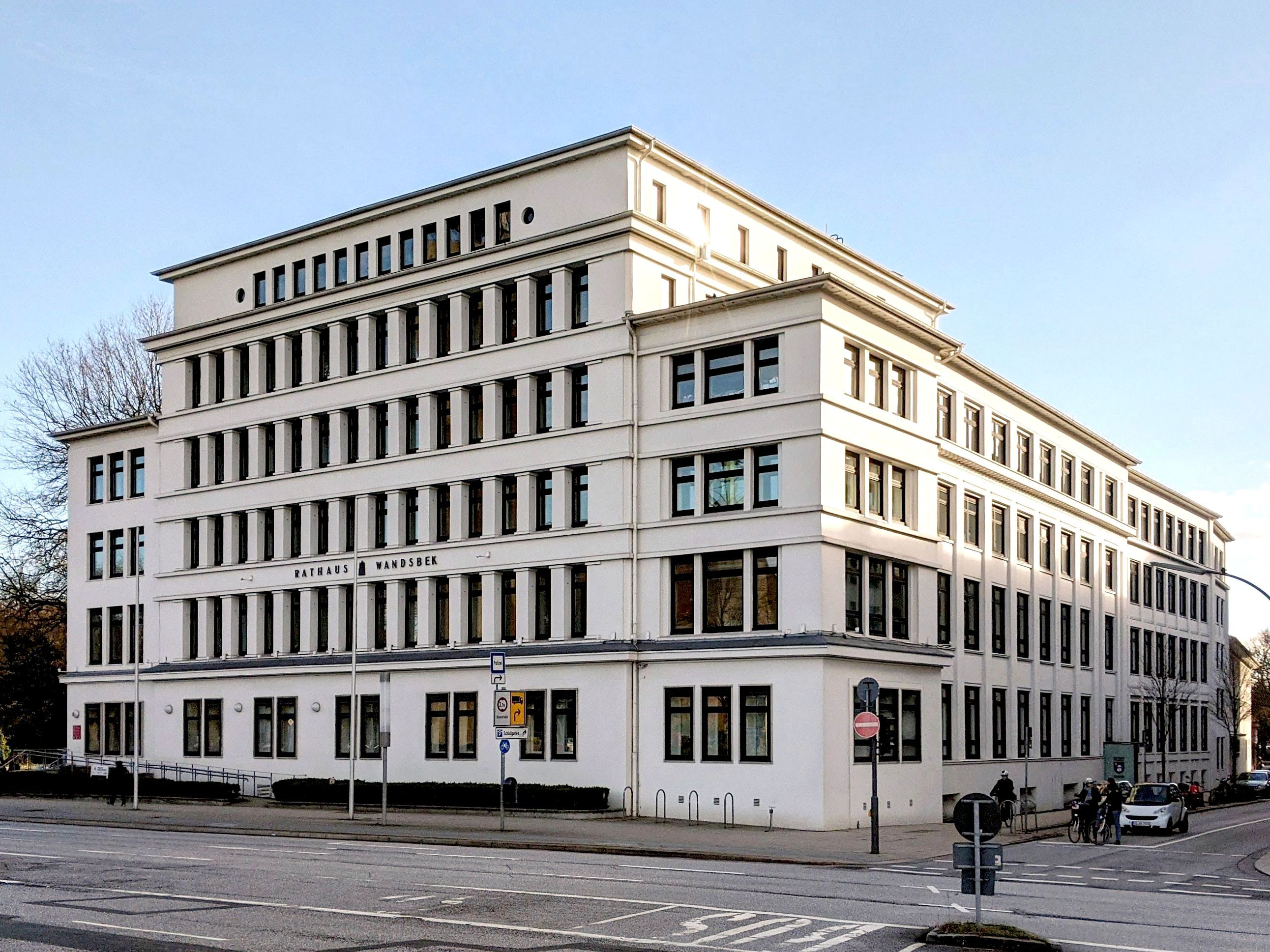
Ehemaliges Stormarnhaus, heute Bezirksamt Wandsbek

Das 1922/23 von Fritz Höger entworfene Stormarnhaus, das bis 1943 als Sitz der Kreisverwaltung diente, fungiert nunmehr als Bezirksamt für den nordöstlichen Verwaltungsbezirk, dem Wandsbek seinen Namen gab. Es liegt zwar im historischen Wandsbeker Ortskern, jedoch seit 1951 im Stadtteil Marienthal. Wann und warum an der Fassade der nicht zutreffende Schriftzug „Rathaus Wandsbek“ angebracht wurde, ist heute im Bezirksamt nicht mehr bekannt.

### Bürgermeister
Erster Bürgermeister, ab 1888 Oberbürgermeister
- 1870–1882: Wilhelm Lesser
- 1882–1888: Wilhelm Davids
- 1888–1912: Eduard Rauch
- 1913–1931: Erich Wasa Rodig
- 1931–1938: Friedrich Ziegler

Zweiter Bürgermeister, ab 1909 Bürgermeister
- 1870–1873: Julius Schnepel
- 1873–1907: Friedrich Puvogel
- 1909–1916: Friedrich Steen
- 1916–1919: vakant
- 1919–1931: Friedrich Ziegler
- 1931–1933: Gustav Delle
- 1933–1938: Willy Eggers

## Statistik
(Quelle: )
- Anteil der unter 18-Jährigen: 14,5 % [Hamburger Durchschnitt: 16,8 % (2023)]
- Anteil der Haushalte mit Kindern: 13,9 % [Hamburger Durchschnitt: 17,8 % (2023)]
- Anteil der über 64-Jährigen: 17,0 % [Hamburger Durchschnitt: 17,8 % (2023)]
- Ausländeranteil: 22,0 % [Hamburger Durchschnitt: 20,7 % (2023)]
- Anteil von Leistungsempfängern nach SGB II: 10,6 % [Hamburger Durchschnitt: 10,0 % (2023)]
- Arbeitslosenquote: 6,4 % [Hamburger Durchschnitt: 6,2 % (2023)]

Wandsbek zählt zu den weniger wohlhabenden Hamburger Stadtteilen. Die durchschnittlichen jährlichen Einkünfte pro Steuerpflichtigen betrugen hier im Jahre 2020 etwa 35.980 Euro und sind deutlich niedriger als der Hamburger Durchschnitt (48.035 Euro).

## Politik
Für die Wahl zur Hamburgischen Bürgerschaft gehört Wandsbek zum Wahlkreis Wandsbek. Bei Bezirksversammlungswahlen gehört der Stadtteil zum Wahlkreis Eilbek, Wandsbek. Bei Bundestagswahlen zählt Wandsbek zum Bundestagswahlkreis Hamburg-Wandsbek.

### Wahlergebnisse
|                        | SPD    | CDU    | Grüne 1) | Linke 2) | AfD    | FDP    | Übrige    |
| Bürgerschaftswahl 2025 | 36,5 % | 17,3 % | 15,9 %   | 10,9 %   | 09,0 % | 02,1 % | 08,4 %    |
| Bürgerschaftswahl 2020 | 42,6 % | 08,3 % | 21,9 %   | 08,9 %   | 06,7 % | 04,0 % | 07,6 %    |
| Bürgerschaftswahl 2015 | 51,8 % | 13,7 % | 09,5 %   | 07,7 %   | 06,9 % | 05,4 % | 05,0 %    |
| Bürgerschaftswahl 2011 | 53,6 % | 19,7 % | 08,6 %   | 06,6 %   | –      | 05,2 % | 06,3 %    |
| Bürgerschaftswahl 2008 | 36,4 % | 42,7 % | 06,9 %   | 06,7 %   | –      | 04,1 % | 03,1 %    |
| Bürgerschaftswahl 2004 | 33,5 % | 47,1 % | 08,4 %   | –        | –      | 02,8 % | 08,2 %    |
| Bürgerschaftswahl 2001 | 40,8 % | 25,6 % | 05,4 %   | 00,3 %   | –      | 04,0 % | 24,2 % 3) |
| Bürgerschaftswahl 1997 | 41,4 % | 28,4 % | 10,7 %   | 00,4 %   | –      | 02,8 % | 16,3 % 4) |
| Bürgerschaftswahl 1993 | 45,9 % | 22,7 % | 10,8 %   | –        | –      | 03,6 % | 17,0 % 5) |

### Wappen
Das Wappen von Wandsbek zeigt auf blauem Grund den Hut, Tasche und Stock des Wandsbecker Bothen in Silber; in der linken (heraldisch: vorderen) Wappenecke ist auf einem Schildlein der weiße Stormarner Schwan auf rotem Grund abgebildet. Mit der Eingemeindung Wandsbeks nach Hamburg im Jahr 1937 (Groß-Hamburg-Gesetz) endete die kommunale Selbständigkeit und das Wappen verlor seine amtliche Bedeutung.

## Kultur und Sehenswürdigkeiten
- Das Schimmelmann-Mausoleum (1787 bis 1791 von Gottlieb Horn errichtet) gilt als das bedeutendste klassizistische Bauwerk Nordeuropas.
- Der Claudius-Gedenkstein (1840 zum 100. Geburtstag des Dichters aufgestellt), der sich jetzt im 1. Gehölz im Hamburger Nachbarstadtteil Marienthal befindet, ist das erste Natursteindenkmal auf Hamburger Stadtgebiet.
- Der Rantzaustein (1573) ist Hamburgs ältester erhalten gebliebener Grenzstein.
- Der Historische Rundgang (1998) führt auf 37 Stationen zu vielen Sehenswürdigkeiten und historischen Orten im Zentrum Wandsbeks und im Nachbarstadtteil Marienthal.

### Parks

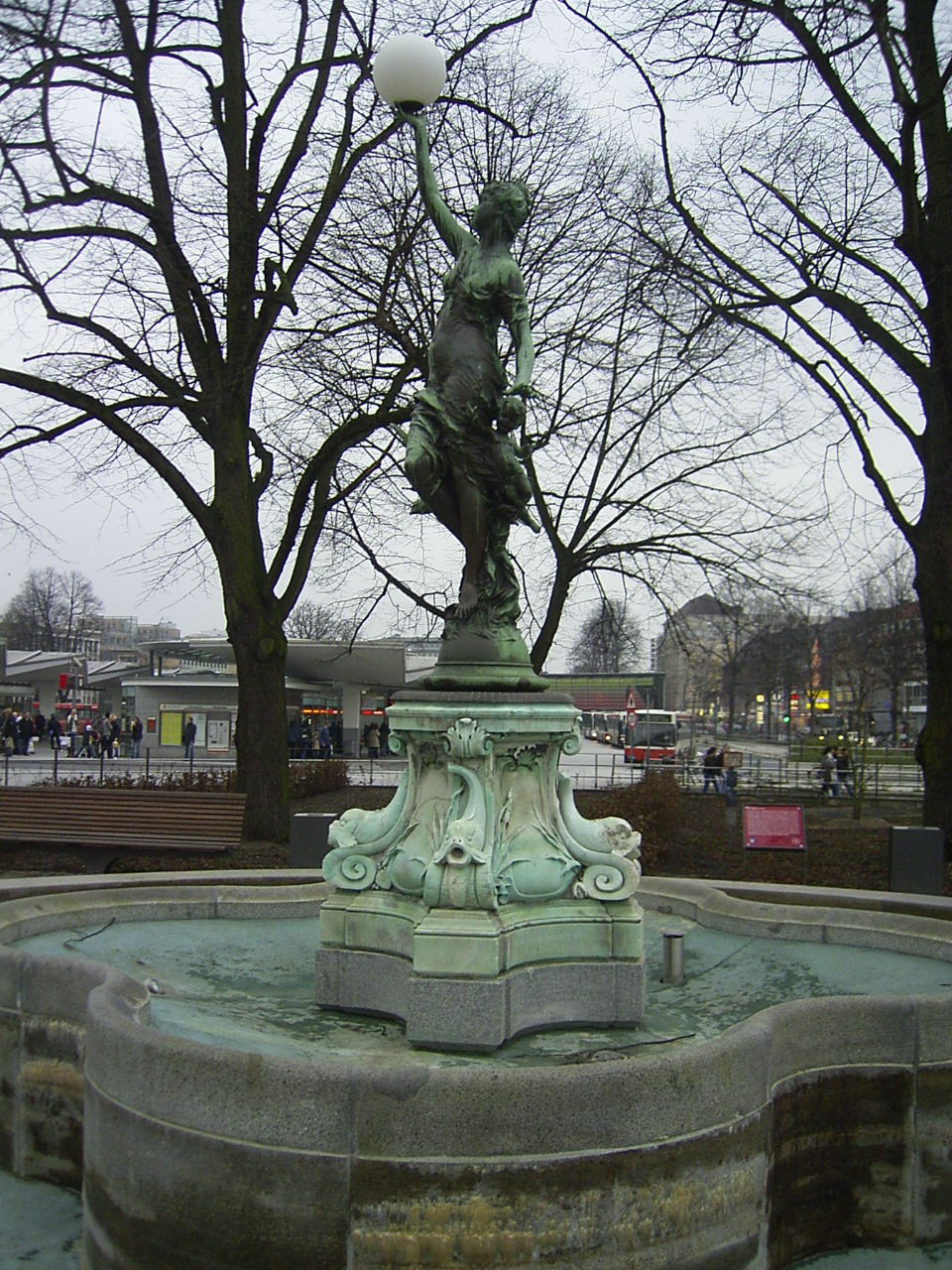
Puvogelbrunnen

- Puvogelbrunnen-Garten Wandsbek-Markt
- Eichtalpark im ehemaligen Hinschenfelde
- Wandsbeker Gehölz in Hamburg-Marienthal
- Mühlenteichpark
- Botanischer Sondergarten Wandsbek im ehemaligen Hinschenfelde

### Kirchen
- Christuskirche am Wandsbeker Markt
- Kreuzkirche im ehemaligen Hinschenfelde
- Stephanskirche in der Gartenstadt
- St. Joseph (kath.) in der Nähe der Sporthalle Wandsbek

## Wirtschaft und Infrastruktur

### Infrastruktur
Im Zentrum des Stadtteils liegt der Wandsbeker Marktplatz, in dessen Bereich sich ein Omnibus-Bahnhof, die U-Bahn-Station Wandsbek Markt, die Christuskirche, der historische Friedhof mit dem Grab von Matthias Claudius und dem Schimmelmann-Mausoleum. Die Wandsbeker Marktstraße durchzieht das Zentrum Wandsbeks in ost-westlicher Richtung, an ihr liegen unter anderem ein Karstadt-Kaufhaus und das Einkaufszentrum Quarree. Am Südrand des Marktplatzes an der Schloßstraße liegen das Bezirksamt Wandsbek, das Postamt und das Haspahaus in Hamburg-Marienthal. Durch das Zentrum Wandsbeks und das angrenzende Marienthal führt der im Jahre 1998 eröffnete „Historische Rundgang“ mit 36 Stationen.

### Institutionen
Das Staatsarchiv der Freien und Hansestadt Hamburg, in dem die Original-Urkunden zur Stadtgeschichte und zahlreiche Akten aufbewahrt werden, hat seit 1998 seinen Standort in Wandsbek.
An der Wandbeker Allee befindet sich die Stadtteilbibliothek der Hamburger Bücherhallen mit rund 45 000 Medien.
Im Morewood-Stift in der Böhmestraße ist das Heimatmuseum Wandsbek ansässig. Dieses bewahrt Informationen zur Geschichte Wandsbeks auf.

### Bildungseinrichtungen
- Grundschulen: Am Eichtalpark, An der Gartenstadt, Bovestraße, Schimmelmannstraße, Bandwirkerstraße, Kath. St. Joseph Grundschule
- Friedrich Robbe Institut, Rudolf-Steiner-Schule für Seelenpflege-bedürftige Kinder
- Matthias-Claudius-Gymnasium
- Charlotte-Paulsen-Gymnasium
- Berufliche Medienschule Hamburg-Wandsbek (H8)

### Ansässige Unternehmen

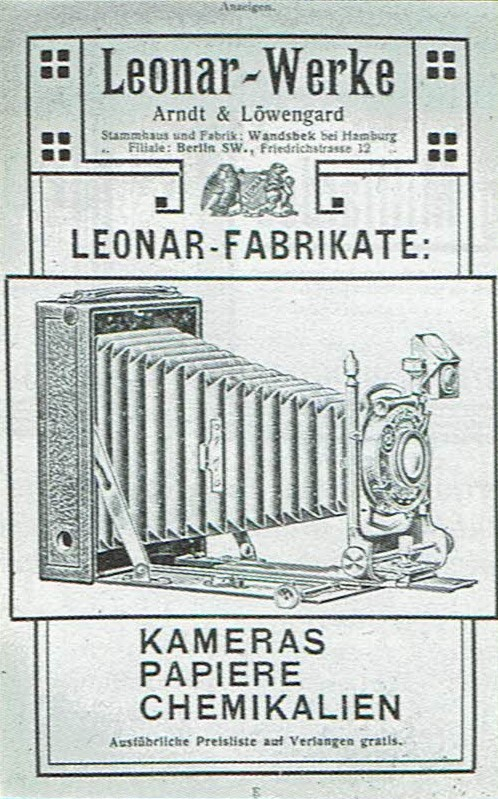
Leonar-Werke: Anzeigen aus der Zeit von 1904 bis 1909

- In der Wandsbeker Königstraße ist die Zentrale der Drogeriekette Budnikowsky.
- Am Neumarkt 20 befindet sich ein Werk des Lebensmittelherstellers Nestlé auf dem Gelände der ehemaligen Schokoladenfabrik, vormals Actien-Brauerei-Marienthal. Das ehemalige Pförtnerhaus der Brauerei steht in der Effingestraße.
- Die Zentrale der Andersen Konditoreien befand sich in der Wandsbeker Marktstraße 153.
- In der Wandsbeker Zollstraße 59 produziert die 1836 als Helbings Kornbrennerei gegründete Ohly GmbH (vormals Deutsche Hefewerke), einer der größten Hefeproduzenten Europas.
- In der Wandsbeker Zollstraße 86-90 befindet sich die Hauptverwaltung der HEK – Hanseatische Krankenkasse
- Der Kunstharzhersteller Allnex betreibt in der Helbingstraße ein Werk.
- Die 1893 gegründeten Leonar-Werke (Fotopapier, Kameras) befanden sich bis 1976 in der Wandsbeker Zollstraße 87–89. Seit 1964 im Besitz von Agfa. Heute ist dort ein Fitness-Zentrum.
- 1924 wurde die Zigaretten-Fabrik „Haus Neuerburg“ mit 1000 Beschäftigten gegründet. Die Fabrik produzierte bis 1988. Seitdem wird das Gelände von der Deutschen Telekom als Verwaltungsgebäude genutzt.

In dem Gebiet nördlich und südlich des Friedrich-Ebert-Dammes und westlich der Straße Am Stadtrand sind zahlreiche Gewerbe- und Industriebetriebe in Wandsbek ansässig.

## Persönlichkeiten

### Ehrenbürger
Nach dem Jahr der Ernennung:
- 1867: Franz Christoph Reimers, Regierungsrat
- 1887: Wilhelm Lesser, 1. Bürgermeister 1870–1882
- 1891: Otto Fürst von Bismarck, Reichskanzler 1871–1890
- 1906: Friedrich Puvogel, 2. Bürgermeister 1873–1907
- 1907: Valentin Jung, Bankdirektor
- 1913: Eduard Rauch, Oberbürgermeister 1888–1912
- 1931: Erich Wasa Rodig, Oberbürgermeister 1913–1931
- 1937: Hinrich Lohse, Gauleiter von Schleswig-Holstein (1)
- 1937: Erich Raeder, Großadmiral (1)

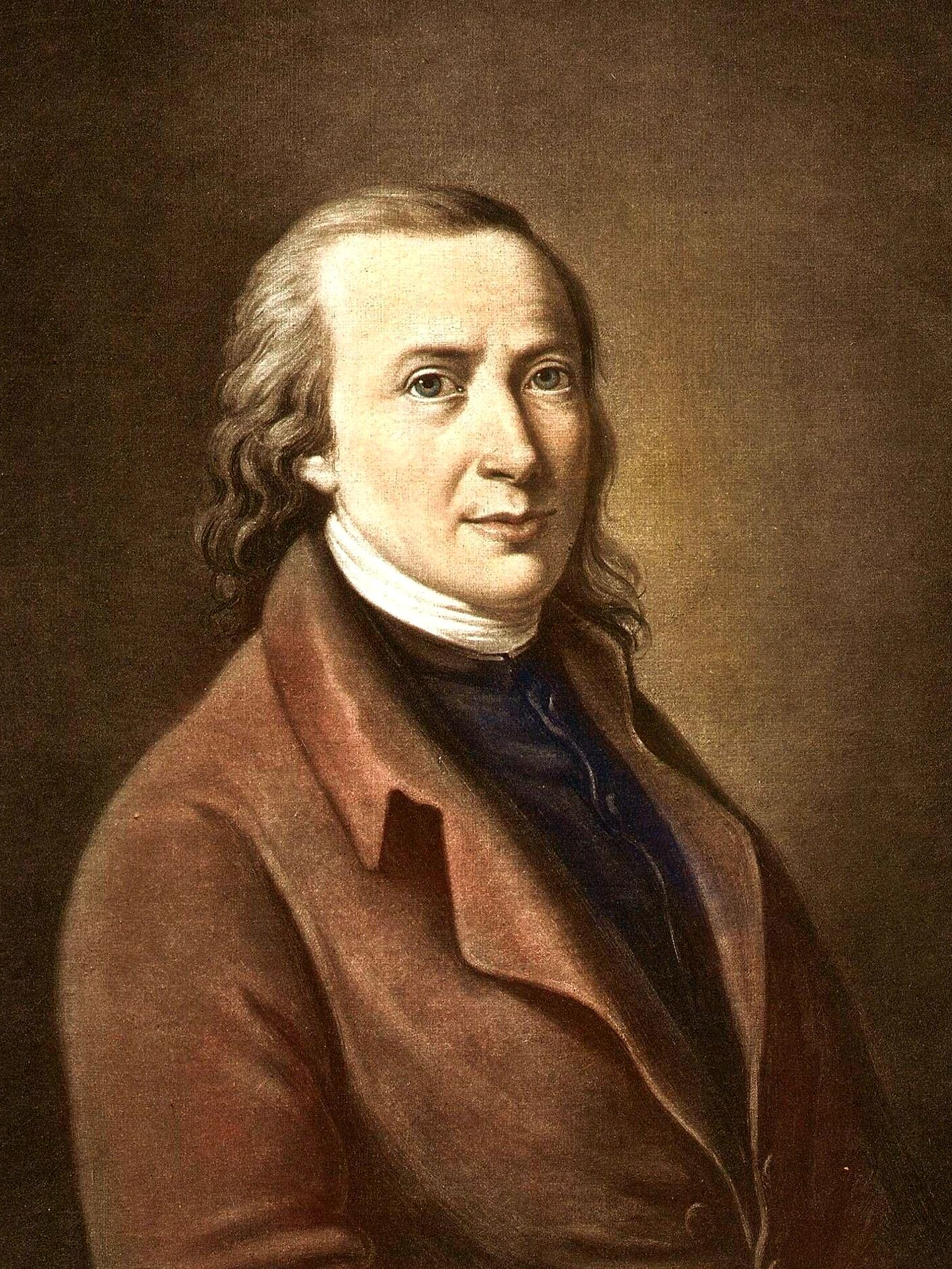
Matthias Claudius

### Söhne und Töchter
- Gottfried Schädel (nach 1680–1752), Architekt des Barock im Dienst des Russischen Reichs
- Julius Katterfeldt (1813–1886), Organist und Komponist
- Friedrich Puvogel (1836–1907), Buchdrucker, Verleger, Journalist und Politiker
- Theodor Birt (1852–1933), Altphilologe und Schriftsteller
- Friedrich von Willemoes-Suhm (1853–1920), Porträtmaler
- Hermann Schwartz (1856–1919), Jurist, Präsident des Oberlandesgerichts Frankfurt am Main
- Adolph von Elm (1857–1916), Genossenschafter, Gewerkschafter, Sozialdemokrat, Gründer Volksfürsorge
- Alexander König (1873–1928), Fabrikant, ideengebender Begründer der lübeckischen Müllbeseitigung
- Erich Raeder (1876–1960), Großadmiral und Oberbefehlshaber der deutschen Kriegsmarine, im Nürnberger Prozess zu lebenslanger Haft verurteilt
- Friedrich Adolf Traun (1876–1908), Sportler
- Rudolf Lange (1879–1945), Politiker (DNVP), Mitglied des Reichstags
- Siegmund Simon Adolf Hanover (1880–1964), deutsch-israelischer Rabbiner
- Betty Heimann (1888–1961), Indologin
- Paul Bern, eigentlich Paul Levy (1889–1932), deutsch-US-amerikanischer Schauspieler, Filmproduzent, -regisseur und Drehbuchautor
- Paul Devrient (1890–1973), Operntenor sowie Stimm- und Rhetoriklehrer Adolf Hitlers
- Walter Hinsch (1895–1968), Architekt
- Hans Mirow (1895–1986), Marineoffizier, Schiffskommandant, Konteradmiral im Zweiten Weltkrieg
- Hugo Voß (1900–1984), Politiker (SPD), Oberbürgermeister von Neumünster, Mitglied des Landtages von Schleswig-Holstein
- Walter Damm (1904–1981), Politiker (SPD), Mitglied des Landtages (Schleswig-Holstein), Sozialminister
- Karl Schulze (1907–1935), Amateur- und Profiboxer
- Hildegard Krüger (1909–1994), Richterin, Frauenrechtlerin und Autorin
- Renate Damm (1935–2025), Rechtsanwältin

### Weitere Persönlichkeiten
- Heinrich Rantzau (1526–1598), Gutsherr, Statthalter Holsteins und Humanist
- Tycho Brahe (1546–1601), Astronom, lebte 1597/98 auf der Wandesburg
- Heinrich Carl von Schimmelmann (1724–1782), Gutsherr und dänischer Schatzmeister
- Matthias Claudius (1740–1815), Dichter (Wandsbecker Bothe)
- Joseph Morewood (1757–1841), englischer Kaufmann und Stiftungsgründer in Wandsbek
- Peter von Lengerke (1788–1848), Unternehmer und Philanthrop
- Carl Heinrich Zöllner (1792–1836), Organist, Pianist und Komponist
- Paul Schuppan (1852–1929), deutscher Architekt, Postbaurat und Geheimer Baurat
- Sigmund Freud (1856–1939), Begründer der Psychoanalyse, heiratete 1886 in Wandsbek Martha Bernays
- Gerhard Kumleben (≈1900), deutsch-französischer Journalist und Aktivist

## Bilder

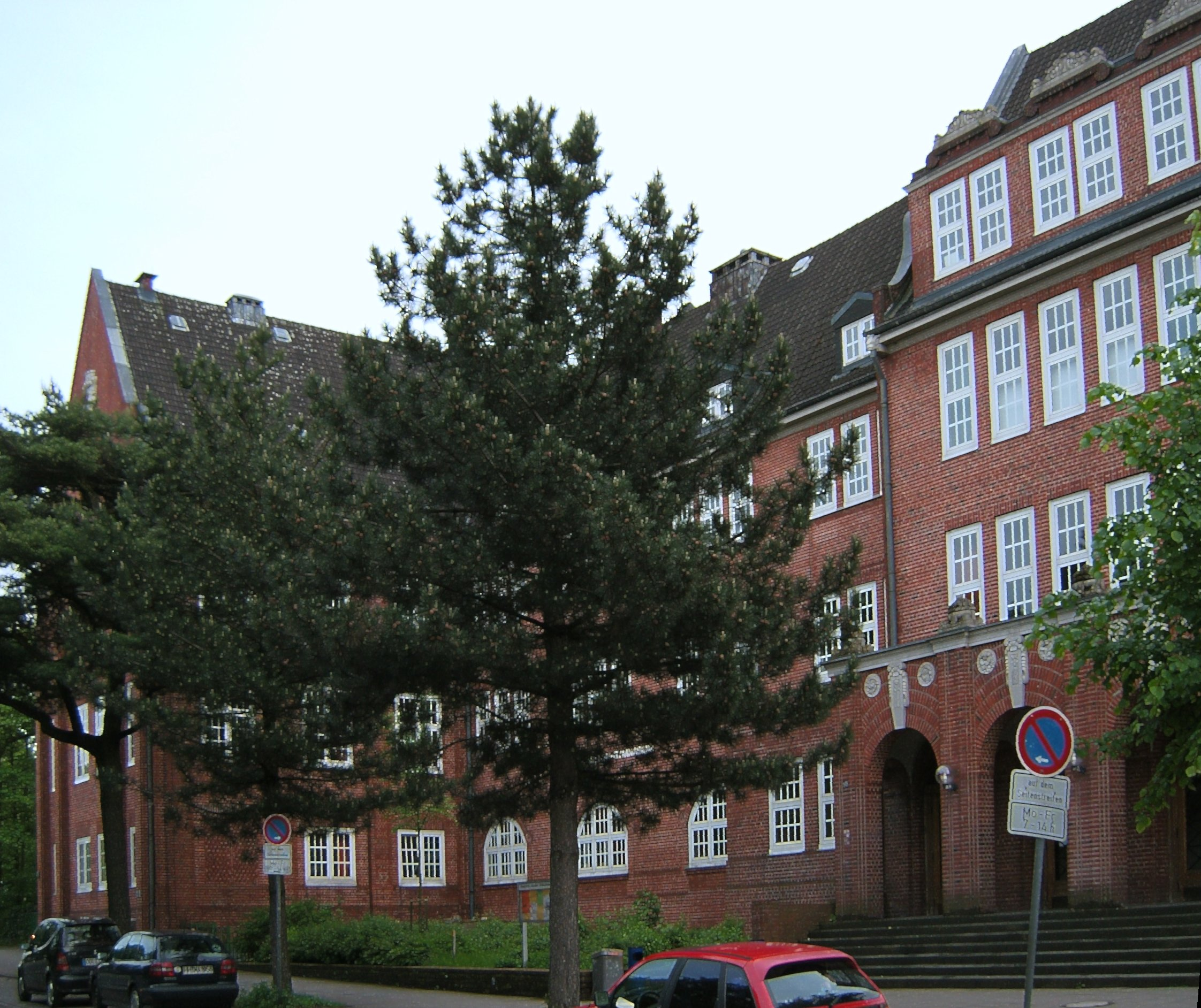
Charlotte-Paulsen-Gymnasium
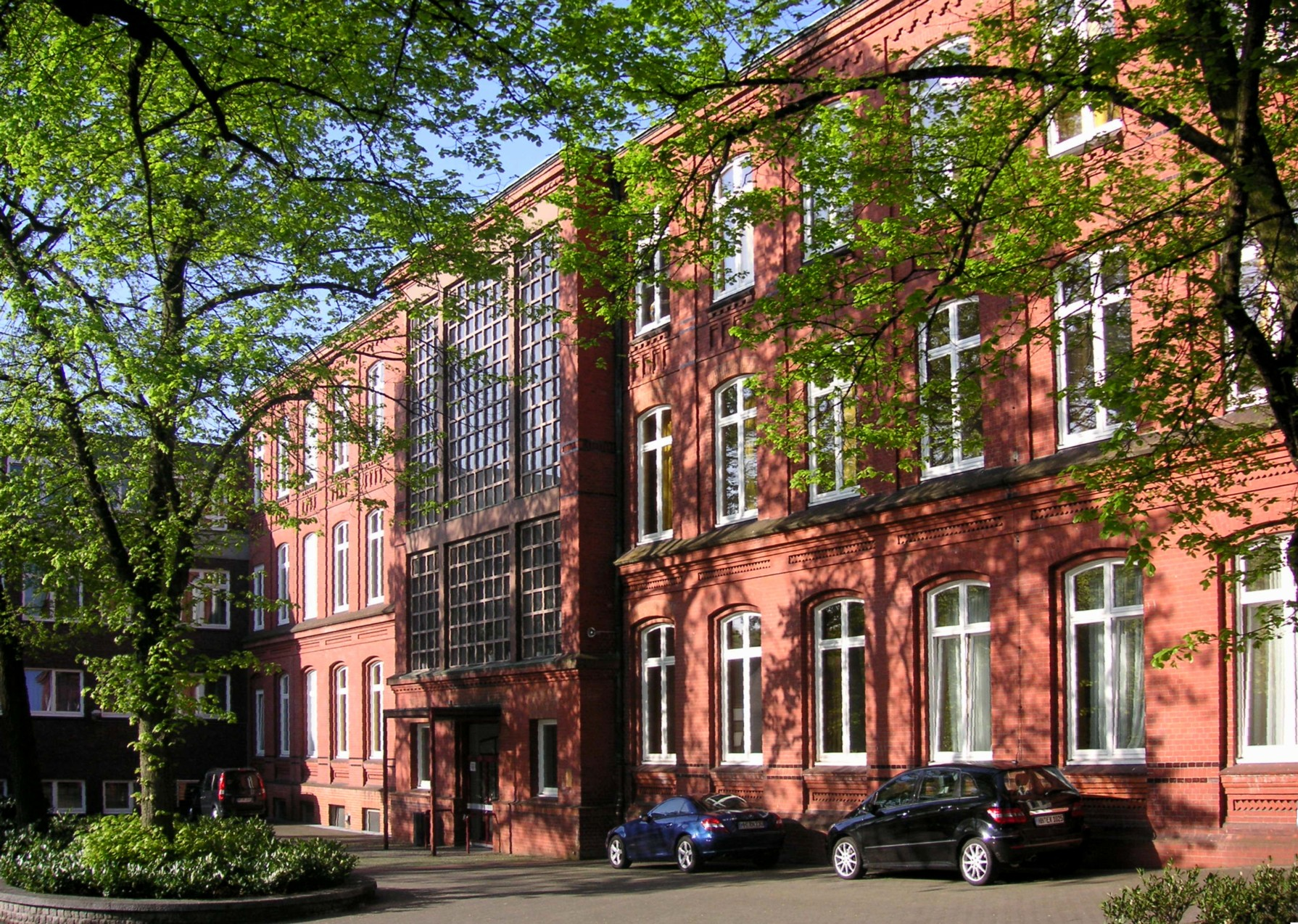
Matthias-Claudius-Gymnasium
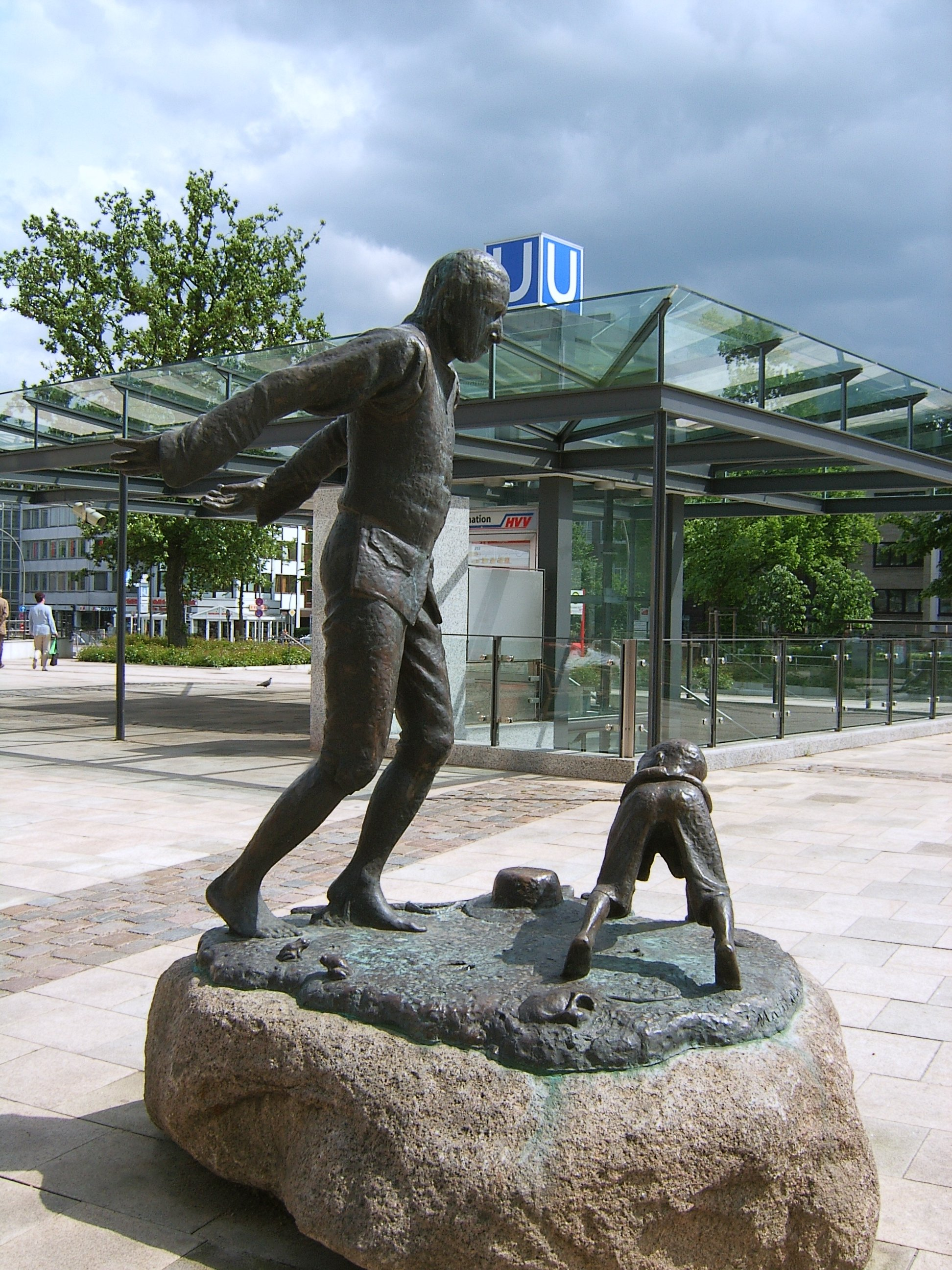
Skulptur Matthias Claudius’ Der Freudensprung des Wandsbeker Bildhauers Bernd Stöcker
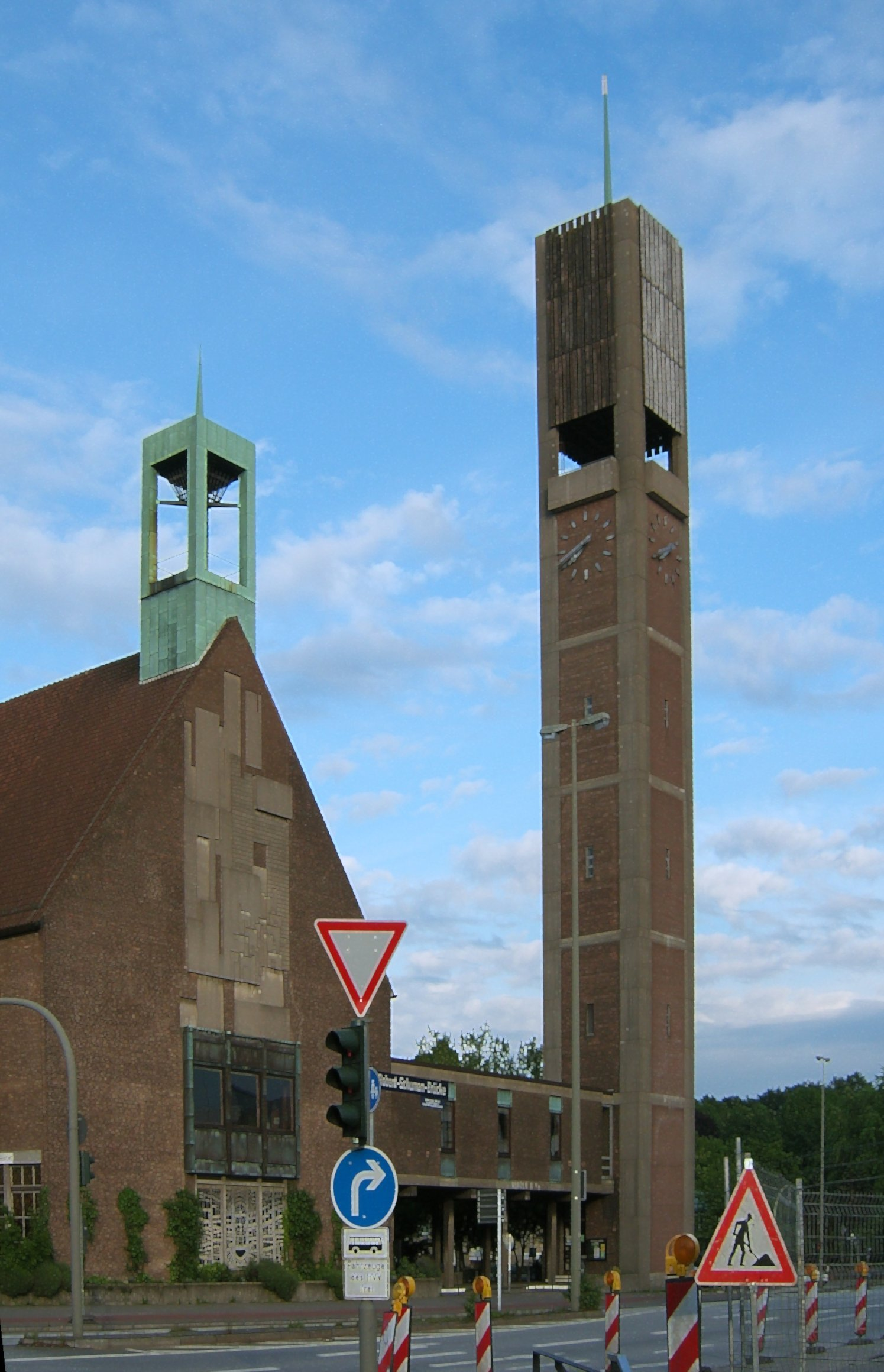
Christuskirche am Wandsbeker Marktplatz
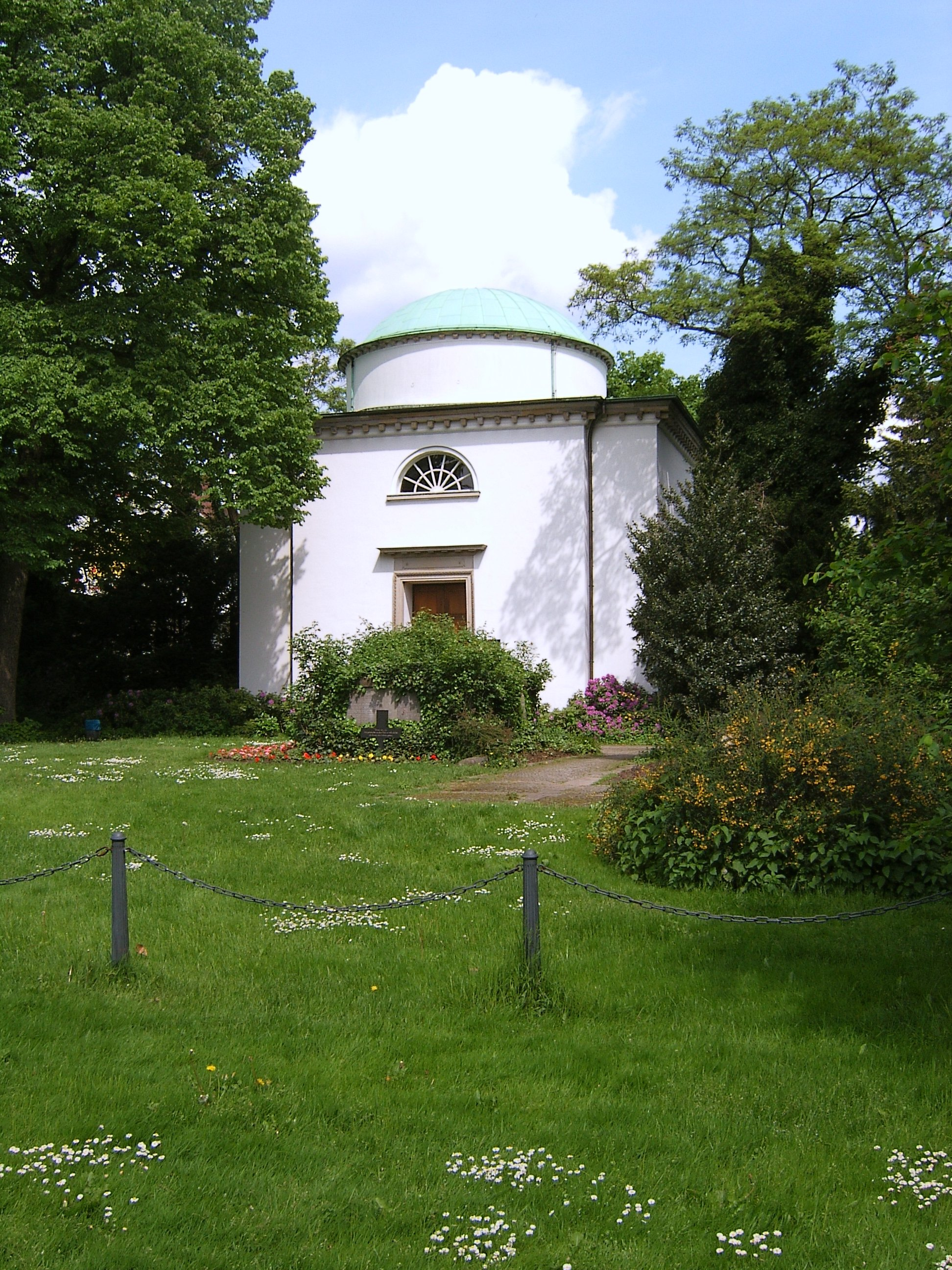
Mausoleum für Heinrich Carl von Schimmelmann auf dem Friedhof der Christuskirche
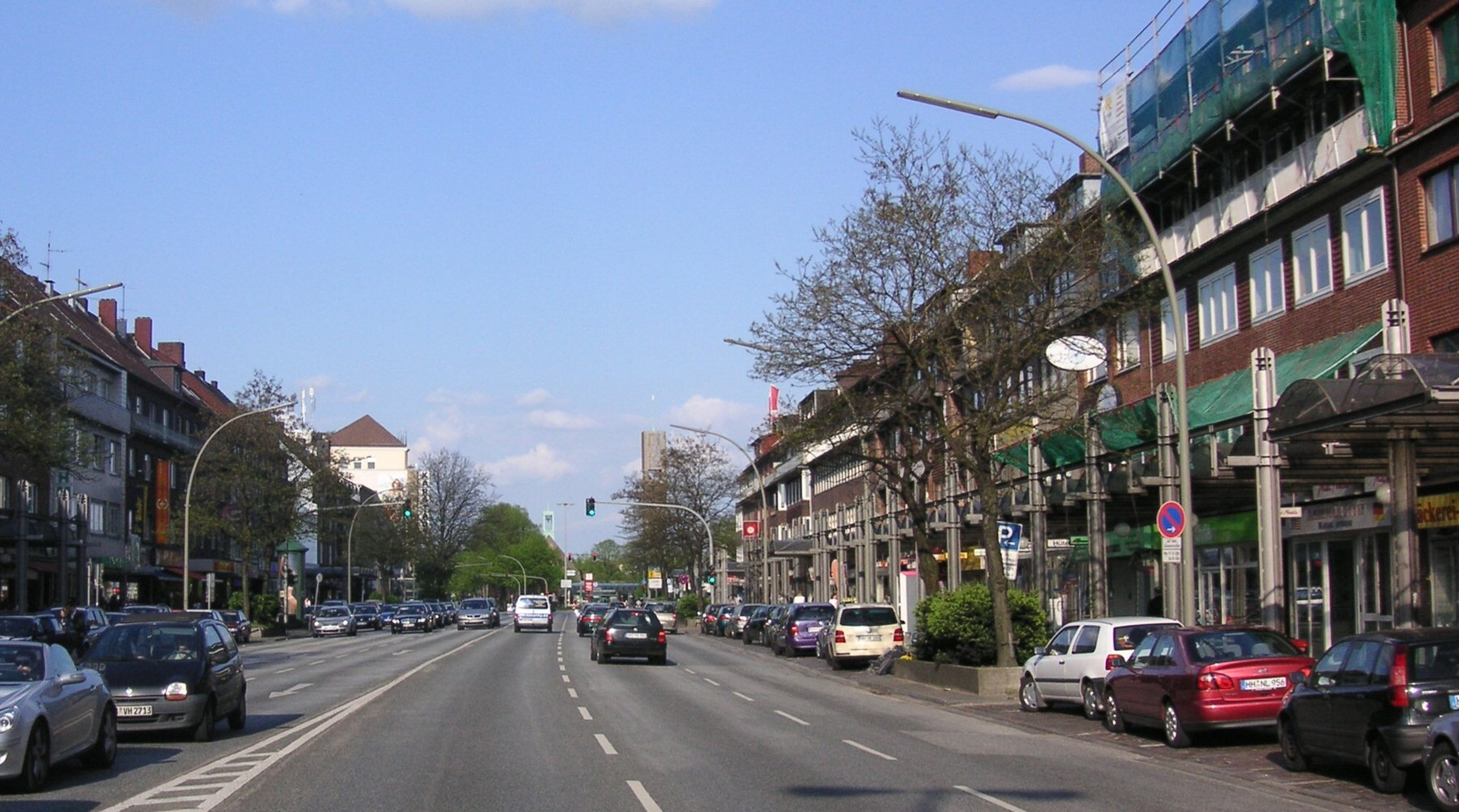
Wandsbeker Marktstraße im Mai 2008